# Йозеф Людвіг Армансперг
Граф Йо́зеф Лю́двіг А́рмансперг (нім. Joseph Ludwig von Armansperg; 28 лютого 1787 — 3 квітня 1853) — колишній голова регентської ради Греції.

## Життєпис
Походив зі старовинного дворянського роду Баварії, що отримав 1719 року баронське, а 1790 — графське звання.
Закінчивши курс наук у Ландсгуті, 1808 року вступив на баварську державну службу, а 1813 та 1816 років був цивільним комісаром баварської армії.
У 1816—1823 роках привернув до себе увагу як директор Рейнського округу, особливо завдяки організації його фінансової діяльності. Обраний 1815 року депутатом, зайняв місце заступника голови нижньої палати та діяв на чолі поміркованої ліберальної опозиції.
Король Людвіг I, вступивши на престол, покликав його до Мюнхена. Там він швидко став довічним державним радником, міністром внутрішніх справ і, зрештою, міністром фінансів та закордонних справ. Але після того, як на бурхливому ландтазі 1831 року Армансперг кілька разів намагався долучитись до ліберальної партії, після завершення зборів був видалений з міністерства.
Невдовзі після цього він очолив регентство Греції, що утворилось після Лондонсякої угоди 7 травня 1832 року. Як голова регентської ради Армансперг висадився у Нафпліоні разом із молодим королем Оттоном 6 лютого 1833 року. З червня 1835 до 14 лютого 1837 був державним канцлером і в останні місяці, під час перебування короля в Німеччині, правив країною майже з необмеженими повноваженнями.
Його чотирирічне керівництво принесло Греції чимало користі. Проте, оточений багатьма перепонами, посеред палких партій, що не довіряли одна одній, за суперництва й інтриг послів великих європейських держав, сварок з іншими членами регентської ради, він не міг довго утриматись на своєму посту. Отримавши відставку, він у березні 1837 залишив Грецію та виїхав до власного маєтку Егг. Після цього брав участь у громадських справах лише як державний радник.